# 舒尔德 (莱茵兰-普法尔茨州)
舒尔德（德語：Schuld，德語發音：[ˈʃʊlt] ⓘ）是德国莱茵兰-普法尔茨州阿尔韦勒县的一个市镇。2021年7月，受持續降雨影響，舒爾德遭到洪水破壞。共有6间房屋倒塌，失踪人数约70人。